# Valentin Wilhelm Forster

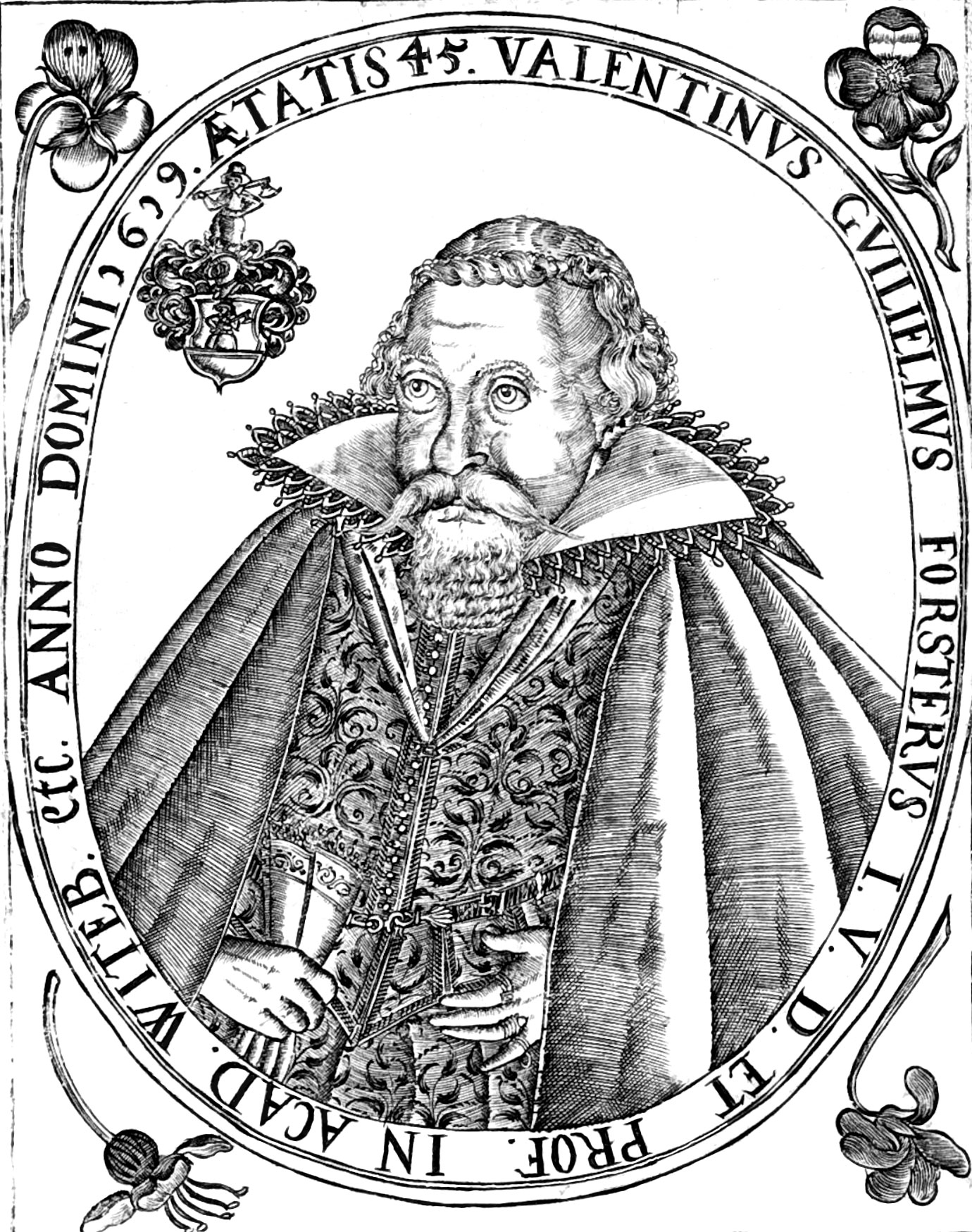
Valentin Wilhelm Forster

Valentin Wilhelm Forster (auch: Förster; * 25. August 1574 in Marburg; † 23. Oktober 1620 in Wittenberg) war ein deutscher Jurist.

## Leben
Valentin Wilhelm wurde als Sohn des Juristen Valentin Forster und dessen Frau Kunigunde, die Tochter des hessischen Mundschenken Jobst Spenger geboren. Nach dem Besuch der Schulen in Marburg und Worms, besuchte er 1589 das Pädagogium der Universität Marburg und nahm dort erste juristische Studien auf. Er wechselte am 2. September 1594 an die Universität Wittenberg. Nach seiner Promotion zum Doktor der Rechtswissenschaften 1598 wirkte er in Wittenberg und 1601 an der Universität Helmstedt als Substitut seines Vaters. 1602 wurde er als Adjunkt an der juristischen Fakultät in Wittenberg aufgenommen und arbeitete als Advokat in Wittenberg. 1608 übernahm er eine Professur der Institutionen und wurde damit Beisitzer am Hofgericht und Beisitzer am Schöppenstuhl. 1615 wurde er Rektor der Akademie. Am 27. Oktober 1620 wurde sein Leichnam beigesetzt.
Sowohl als akademischer Lehrer als auch als Autor von Fachschriften erwarb sich Forster einen Ruf. Darin macht sich eine Verehrung für die französischen Juristen, vor allem für Hugo Donellus, bemerkbar, die mittelbar seine Bildung bestimmt haben. Der Gelehrte hatte ständig mit materiellen Sorgen zu kämpfen, da er bestrebt war, seine zahlreiche Familie vor finanzieller Not zu schützen.

## Familie
Verheiratet war Valentin Wilhelm Forster seit 21. August 1598 in Wittenberg mit Sabina Hortleder (* 17. April 1582 in Ampfurt; † 16. Februar, □ 20. Februar 1620 in Wittenberg), die Tochter des Amtsverwalters und Hauptmanns im sächsischen Ampfurt Valentin Hortleder († 18. Januar 1591 in Ampfurt) und der Susanna Dobenecker († 1588). Aus der Ehe stammen fünf Kinder, wovon drei Söhne und eine Tochter den Vater überlebten.
Von den Kindern kennt man:
1. Sohn Valentin Forster (* 4. Juni, ~ 5. Juni 1599 in Wittenberg; † 12. Oktober 1637 ebd.) 1620 Protonotar in Wittenberg, verh. mit Albina Spenlin, To. d. Lic. jur. Protonotars am Hofgericht u. Schöppenstuhl in Wittenberg Georg Albert Spenlin (* 1569 in Kochberg; † 2. September 1613 in Wittenberg)
2. Tochter Sabina Forster (~ 15. April 1601 in Wittenberg; † 27. September 1612 ebd.)
3. Tochter Anna Margaretha Forster (~ 24. Oktober 1602 in Wittenberg)
4. Sohn Wilhelm Forster (~ 11. September 1605 in Wittenberg)
5. Sohn Carl Friedrich Forster (~ 3. September 1607 in Wittenberg)

## Werke (Auswahl)
- Dissertatio Apologetica Prima pro Jure Justinianeo.AEquitatem ipsius defendens adversus Vivem, Bodinum, & alios. Johann Krafft d. J., Wittenberg, 1598.(Digitalisat)
- Apologia pro Johann Krafft d. J. Wittenberg, 1598. (Digitalisat)
- D. O. M. A.Theses. De Judicijs. Quas Jussu scitúq; amplissimi Collegij Juridici. Resp. Bonaventura Cotta, Ferdinand Starck, Karl Sitovius, Johann Wilhelm Untzer, Wolfgang Meissner. Wittenberg, 1598. (Digitalisat)
- Disputatio Iuridica, Desumpta Ex Lege Transigere XVIII. C. De Transactionibus. Resp. Cornelus Theodor Hagen. Simon Gronenberg, Wittenberg, 1599. (Digitalisat)
- Tractationvm Iustinianearvm, Ad Institvtiones Ivris, Pars Hyberna, continens ius personarum et rerum. Simon Gronenberg, Wittenberg, 1599. (Digitalisat)
- Amicabilis scholastica disquisitio de DonationeONATIONE.Johann Krafft d. J. Wittenberg, 1600. (Digitalisat)
- Tractatus Methodicus De Pactis. Clemen Berger, Wittenberg, 1601. (Digitalisat)
- Disputatio Pandect. VIII. De Postulando Et Infamia. Resp. M. Helias Heidenreich. Johann Krafft d. J. Wittenberg, 1601. (Digitalisat)
- Disputatio Iuridica De Deposito Et Sequestratione. Resp. Andreas Wacker. Gronenberg, Wittenberg, 1601. (Digitalisat)
- Disputatio Pandect. IV. de Citatione. Resp. M. Gottfried Martini. Johann Krafft d. J., Wittenberg, 1601, (Digitalisat)
- Libri primi Institutionum Disputatio Quarta. De Tutelis : Ex tit. 13. cum 9. seqq. decerpta. Resp. Jacob Beck. Lucius, Helmstedt, 1602. (Digitalisat)
- Disputatio De Usufructu. Resp. Lüder Carstens. Lucius, Helmstedt, 1602. (Digitalisat)
- Centuria conclusionum De Nuptiis. Resp. Christoph Ludwig Rasche. Lucius, Helmstedt, 1602. (Digitalisat)
- Decas Positionum De Successione Ab Intestato. Resp. Caspar Mascov aus Greifswald. Lucius, Helmstedt, 1602. (Digitalisat)
- Assertionum ad intricatam Usucapionum Materiam Decades Quatuor. Resp. Christian Schwartze aus Pommern. Lucius, Helmstedt, 1602. (Digitalisat)
- Ad Octo hasce à se conscriptas decadas positionum De Divisione Rerum, Et Earum Acquirendo Dominio. Resp. Heenning von Kalen. Lucius, Helmstedt, 1602. (Digitalisat)
- Liber Observationum Succisivarum. Berger, Wittenberg, ± 1603. (Digitalisat)
- Disputatio Ordinaria De Emtione-Venditione. Resp. Philipp Vogel aus Windheim/Franken. Johann Krafft d. J., Wittenberg, 1603. (Digitalisat)
- Disputatio de jure personarum. Resp. Wolfgang Albert Diez. Wittenberg, 1603. (Digitalisat)
- Disputatio De Interdictis, Seu Actionibus Possessionum nomine competentibus. Seuberlich, Wittenberg, 1604. (Digitalisat)
- Disputatio de tutelis. Resp. Ferdinand Starck. Wittenberg, 1604. (Digitalisat)
- Justinianeae tractationes, ad Institutiones juris. Clemens Berger, Wittenberg, 1604,.(Digitalisat)
- Theses de mandatis. Resp. Christop Neumaier. Wittenberg, 1607. (Digitalisat)
- Theses. De Iudiciis. (Promotion zum Dr. jur. von Bonaventura Cotta aus Gotha, Ferdinand Starck aus Dresden, Carl Sitovius aus Anklam/Pommern, Johann Wilhelm Untzer aus Halle/Saale am 18. Dezember 1608). Meissner, Wittenberg, ± 1608. (Digitalisat)
- Paratitla In Ta prōta Seu Quatuor libros priores Pandectarum. Meissner, Wittenberg 1608. (Digitalisat)
- Disputatio De Mutuo. Resp. Andreas Benckendorf aus Crossen/Schlesien. Henckel, Wittenberg, 1609. (Digitalisat)
- Disputatio De Tutela Et Cura. Resp. Johann Engelbert aus Colberg/Pommern. Schmidt, Wittenberg 1609. (Digittalisatt)
- Disputatio Iuridica. Resp. Caspar Schulte aus Bremen. Meissner, Wittenberg 1609. (Digitalisat)
- De rebus creditis, jurejurando et promutuo. Resp. Christian Kremberg[3]. Gormann, Wittenberg, 1609. (Digitalisat)
- Centuria positionum controversarum De Publicis Judicus in genre et specie item de Appellationibus.. Resp. Joachim Schale[4]. Henckel, Wittenberg 1609. (Digitalisat)
- Disputatio iuridica Continens Centuriam Positionum Controversarum. Resp. Friedrich Lentz[5]. Henckel, Wittenberg ± 1610.(Digitalisat)
- Quaestiones Illustres, ad successionem tàm testamentariam quàm legitimam pertinentes. Resp. Conrad Lebun[6]. Georg Muller, Wittenberg 1610. (Digitalisat)
- Centuria Thesium Iuridicarum De Tutela Et Cura. Resp. Elias Risaeus aus Stolp/Pommern. Johann Gormann, Wittenberg 1611. (Digitalisat)
- Disputatio Iuridica De Iure Suorum Heredum alias Suitatem dicunt. Resp. Johann Strauch I. Johann Gormann, Wittenberg 1611. (Digitalisat)
- Disputatio Iuridica desumpta Ex L. II. C. De Rescind. Vendit. Resp. Elias Schröter aus Calbe. Johann Gormann, Wittenberg 1611. (Digitalisat)
- De Iureiurando. Quaestiones juris controversi miscellaneae. Resp. Veidt Frantze. Johann Gormann, Wittenberg 1612. (Digitalisat)
- Disputationes Aliquot De Causa Testati Et Intestati. Resp. Christian Kremberg. Martin Henckel, Wittenberg 1612. (Digitalisat)
- De iurisdictione disputatio. Resp. Thomas von Knesebeck. Wittenberg 1612. (Digitalisat)
- Disputatio Iuridica de Donationibus Inter Vivos Et Mortis Caussa. Resp. Heinrich Lutzius[7]. Johann Gormann, Wittenberg 1612. (Digitalisat)
- Disputatio Iuridica De Servitiis Feudalibus. Resp. Johann Reuter[8]. Martin Henckel, Wittenberg 1613. (Digitalisat)
- Disputatio Iuridica Quam ex libris De Interpretatione Juris. Resp. Thomas von Schröer. Wolfgang Meissner, Wittenberg 1613. (Digitalisat)
- Constitutiones imperatoriae de jure prōtimēseōs sive retractus tres … junctim editae. Seuberlich, Wittenberg 1613. (Digitalisat)
- Quaestionum Controversarum Decas Tertia. Resp. Ernst Lange[9]. Johann Richter, Wittenberg 1614. (Digitalisat)
- Quaestionum Controversarum Decas Quinta. Resp. Martin von der Fechte[10]. Johann Richter, Wittenberg 1614. (Digitalisat)
- Quaestionum Controversarum Decas Octava. Resp. Joachim Schultze[11]. Johann Richter, Wittenberg 1614. (Digitalisat)
- Quaestionum Controversarum Decas Quarta. Resp. Hermann Braudtlacht (* Lemgo/Westfalen). Johann Richter, Wittenberg 1614. (Digitalisat)
- Disputatio Iuridica, De Praescriptis Verbis, Et In Factum Actionibus. Resp. Benedikt Carpzov der Jüngere. Johann Richter, Wittenberg 1614. (Digitalisat)
- Disputatio Iuridica De Substitutionibus. Resp. Benedikt Carpzov der Jüngere. Wolfgang Meissner, Wittenberg 1614. (Digitalisat)
- Disputatio juridica, de praescriptis verbis, et in factum actionibus. Resp. Benedikt Carpzov der Jüngere. Johann Richter, Wittenberg 1614. (Digitalisat)
- Disputatio Iuridica De Obligationibus. Resp. Paul Flach (* Straßburg). Wolfgang Meissner, Wittenberg 1616. (Digitalisat)
- De servitutibus praedialibus. Resp. Johann Freystein[12]. Johann Richter, Wittenberg 1616. (Digitalisat)
- Disputatio Iuridica De Exceptionibus. Resp. Melchior Greiner[13]. Meissner, Wittenberg 1616. (Digitalisat)
- Disputatio Iuridica De Testamentis. Resp. Georg Lystenius[14] Johann Gormann, Wittenberg 1616. (Digitalisat)
- Iustinianeae Tractationes, ad Institutiones iuris, Nunc acceßit, Brevis Epitome, nec non Compendium Succinctum, sive casus breves, ad easdem iuris Institutiones. Clemens Berger, Wittenberg 1617. (Digitalisat)
- Brevis Epitome, Compendiumque Succinctum; sive casus breves. Super Institutiones Iuris. Clemens Berger, Wittenberg 1617. (Digitalisat)
- De jure pignoratitio. Resp. Erasmus Seidel. Georg Müller, Wittenberg 1617. (Digitalisat)
- De Iure Canonico, Quatenus In Academiis Reformatis, atque iudiciis Lutheranorum, salva conscientia, retineri possit & observari? ; Cum additamento quodam / Clarißimorum aliquot Germaniae Iureconsultorum, quos aversa pagina designat, Iudicia, Congesta, per V. G. F. D. Johann Gormann, Wittenberg 1618. (Digitalisat)
- De Substitutionibus Liber. Clemens Berger, Wittenberg 1618. (Digitalisat)
- Disputatio Iuridica De Usufructu. Resp. Siegfried von Gorsdorff. Paul Schedler, Wittenberg 1618. (Digitalisat)
- Quaestiones Iuris Civilis Controversas Ex Institut: Secundum Praecipuorum Titulorum Seriem. Resp. Zacharias Merian (* Brandenburg/Mark). Johann Gormann, Wittenberg 1618. (Digitalisat)
- Disputatio Iuridica, De Usucapionibus. Resp. Martin Rüdemann (* Freiberg). Nikolaus Ball, Wittenberg 1618. (Digitalisat)
- Disputatio Iuridica De Dote. Resp. Johann Grubenhagen (* Verden/Niedersachsen). Johann Matthaeus, Wittenberg 1619. (Digitalisat)
- Collegii Feudalis Publici, Disputatio Prima; De Origine, Etymologiâ, aequivocatione, definitione, nec non divisionibus variis feudi. Resp. Christian Taubmann. Richter, Wittenberg 1620. (Digitalisat)
- Collegii Feudalis Publici, Disputatio Secunda; De Personis Feudum Dantibus, & Accipientibus. Resp. Gottfried Erhard (* Coswig/Anhalt). Johann Richter (Erben), Wittenberg 1620. (Digitalisat)
- De Dominio Liber Singularis. Clemens Berger/Johann Matthäus (Witwe), Wittenberg 1620. (Digitalisat)
- Tractatus Methodicus De Pactis. Clemens Berger/Johann Gormann, Wittenberg 1621. (Digitalisat)